# Sandvikens tingsrätt
Sandvikens tingsrätt var en tingsrätt i Sverige med säte i Sandviken. Tingsrättens domsaga omfattade kommunerna Hofors, Ockelbo och Sandviken. Tingsrätten och dess domsaga ingick domkretsen för Hovrätten för Nedre Norrland. Tingsrätten upphörde 26 april 2004 och domstolen och dess domsaga uppgick i Gävle tingsrätt och dess domsaga.

## Administrativ historik
Vid tingsrättsreformen 1971 bildades denna tingsrätt i Sandviken av häradsrätten för Gästriklands västra domsagas tingslag. Domkretsen bildades av tingslaget och del av Gästriklands östra domsagas tingslag. 1971 omfattade domsagan Sandvikens, Ockelbo och Hofors kommuner. Tingsplats var Sandviken.
1 juli 1976 överfördes tingsrätten från Svea hovrätt till Hovrätten för Nedre Norrland.
26 april 2004 upphörde Sandvikens tingsrätt och domstolen och dess domsaga överfördes till Gävle tingsrätt och dess domsaga.

## Lagmän
- 1971-1975: Thorsten Berg
- 1975-1988: Bo Lid
- 1988-1994: Karl-Axel Bladh
- 1994-2002 Hans Jerkert